# Río Júcar sobre Alarcón
Río Júcar sobre Alarcón este o arie protejată (arie specială de conservare — SAC, sit de importanță comunitară — SCI) din Spania întinsă pe o suprafață de 694,64 ha, integral pe uscat.

## Localizare
Centrul sitului Río Júcar sobre Alarcón este situat la coordonatele 39°55′47″N 2°14′40″W / 39.9296°N 2.2445°V.

## Înființare
Situl Río Júcar sobre Alarcón a fost declarat sit de importanță comunitară în martie 2004 pentru a proteja 15 specii de animale. Situl a fost protejat și ca arie specială de conservare în mai 2015.

## Biodiversitate
Situată în ecoregiunea mediteraneană, aria protejată conține 10 habitate naturale: Lacuri eutrofice naturale cu vegetație de tip Magnopotamion sau Hydrocharition, Pante stâncoase calcaroase cu vegetație casmofită, Păduri de pin mediteraneene cu pini mezogeni endemici, Pseudostepă cu ierburi și specii anuale de Thero-Brachypodietea, Păduri iberice de Quercus faginea și Quercus canariensis, Păduri de Quercus ilex și Quercus rotundifolia, Lande oro-mediteraneene cu formațiuni endemice de grozamă, Galerii de Salix alba și de Populus alba, Matorral arborescenți cu Juniperus spp., Păduri de pin (sub-) mediteraneene cu pini negri endemici.
La baza desemnării sitului se află mai multe specii protejate:
- păsări (10): stârc cenușiu (Ardea cinerea), buha (Bubo bubo), șoim călător (Falco peregrinus), Hieraaetus fasciatus, acvilă pitică (Hieraaetus pennatus), gaia neagră (Milvus migrans), gaia roșie (Milvus milvus), vultur egiptean (Neophron percnopterus), turturică (Streptopelia turtur), corcodel mic (Tachybaptus ruficollis)
- mamifere (1): vidră de râu (Lutra lutra)
- pești (4): Achondrostoma arcasii, Cobitis paludica, Parachondrostoma toxostoma, Pseudochondrostoma polylepis

Pe lângă speciile protejate, pe teritoriul sitului au mai fost identificate 4 specii de plante, 2 specii de pești.